# جيريمي بوب (ممثل مواليد 1992)
جيريمي بوب (مواليد 9 يوليو 1992) هو ممثل ومغني أمريكي، أشتهر بدوره في مسلسل هوليوود.

## وصلات خارجية
- جيريمي بوب (ممثل مواليد 1992) على موقع IMDb (الإنجليزية)
- جيريمي بوب (ممثل مواليد 1992) على موقع ميوزك برينز (الإنجليزية)
- جيريمي بوب (ممثل مواليد 1992) على موقع قاعدة بيانات برودواي على الإنترنت (الإنجليزية)
- جيريمي بوب (ممثل مواليد 1992) على موقع قاعدة بيانات الفيلم (الإنجليزية)